# 波皮夫卡 (大皮薩里夫卡區)
50°29′51″N 35°27′16″E / 50.49750°N 35.45444°E
波皮夫卡（烏克蘭語：Попівка）是位於烏克蘭東北部的村莊，由蘇梅州奥赫蒂尔卡区的大皮薩里夫卡市鎮負責管轄。該村處於沃爾斯克拉河畔，距離伊茲傑齊克1.5公里，海拔高度126米，2025年人口0。